# بوته آتشی
بوته آتشی (نام علمی: Adenanthos cuneatus) نام یک گونه از خانواده شکرپارگان است.